# Johann Berger (Gewerkschafter)
Johann Berger (* 6. Januar 1881 in Langenbrück; † 14. April 1970 in Offenbach am Main) war ein deutscher Gewerkschafter, Kommunalpolitiker (KPD) und Opfer des Nationalsozialismus.

## Leben
Geboren im oberschlesischen Langenbrück (heute: Moszczanka) als Sohn eines Schuhmachers, trat er nach der Volksschule die Nachfolge seines Vaters an und wurde ebenfalls Schuhmacher. Etwa 1913 kam er nach Offenbach am Main, einem der Zentren der damaligen Lederindustrie. 1922 trat er in die KPD ein, in der er mehrere Parteiämter innehatte. Für die KPD übernahm er ab dem 1. Juni 1928 zusammen mit Heinrich Laux die Gewerkschaftsarbeit. Selbst dem Zentralverband der Schuhmacher Deutschlands angehörend, begann er ab 1930 die Revolutionäre Gewerkschafts-Opposition in Offenbach aufzubauen. Im Zuge dessen wurde er, nachdem sich die kommunistische „rote Liste“ in seinem Betrieb nicht durchsetzen konnte, von seinem Arbeitgeber, der Schuhfabrik Hassia, entlassen.
Kommunalpolitisch gehörte er zum linken Flügel der KPD und war ab 1928 Mitglied der provisorischen Leitung der KPD Offenbach. Von 1929 bis 1933 war er Abgeordneter des Stadtrat Offenbachs sowie des Provinzialtags von Starkenburg. Beide Ämter hatte er bis zur Machtübernahme der Nationalsozialisten inne. Mit der Machtergreifung entstand für ihn und seine Familie eine schwere Zeit. Er wurde mehrfach inhaftiert und war lange Jahre arbeitslos. Das erste Mal verhaftet wurde er am 18. März 1933. Vom Amtsgericht Offenbach wurde er ins KZ Osthofen gebracht, wo er bis zum 1. Mai in Schutzhaft blieb. Die zweite Verhaftung erfolgte am 8. August, erneut wurde er nach Osthofen gebracht, wo er bis zum 30. September in Haft blieb. Bereits am 19. Oktober erfolgte eine erneute Verhaftung mit erneuter Überstellung nach Osthofen. Vorgeworfen wurde ihm in allen drei Fällen kommunistische Propaganda.
1934 wurde er am 2. Februar verhaftet. Das Hessische Staatspolizeiamt zählte ihn „zu den gefährlichsten Kommunisten in Offenbach“. Ihm wurde eine Weiterführung der KPD vorgeworfen, was sich jedoch nicht erhärten ließ. Nach drei Jahren wurde er am 22. März 1937 zum fünften Mal verhaftet. Als er sich nach der kurzen Haft selbständig machen wollte, folgte seine sechste Verhaftung, diesmal wegen Vorbereitung zum Hochverrat, was sich jedoch wiederum nicht nachweisen ließ. Die Verhaftung und die anschließende Untersuchungshaft vereitelten jedoch seine Schritte in die Selbstständigkeit. Zum siebten und letzten Mal wurde er im Rahmen der Aktion Gewitter verhaftet und musste zwei Wochen im KZ Dachau verbringen.
Nach dem Zweiten Weltkrieg engagierte sich Berger beim gewerkschaftlichen Wiederaufbau und war mitbeteiligt an der Neugründung des Schuhmacherverbands. Er zog sich jedoch aus der provisorischen Leitung zurück. Für die KPD trat er in der ersten Gemeinderatswahl in Offenbach am 26. Mai 1946 an. Die KPD konnte jedoch auf Grund der 15-Prozent-Klausel kein Mandat erringen. Berger arbeitete bis zu seiner Pensionierung beim Arbeitsamt Offenbach.
Er verstarb am 14. April 1970 im Alter von 79 Jahren.

## Privatleben
Berger war seit 1917 verheiratet. Aus der Ehe gingen zwei Söhne hervor.